# Bibio nepalensis
Bibio nepalensis är en tvåvingeart som beskrevs av Hardy 1967. Bibio nepalensis ingår i släktet Bibio och familjen hårmyggor.
Artens utbredningsområde är Nepal. Inga underarter finns listade i Catalogue of Life.